# Mare și tare
Mare și tare (în engleză Get Hard) este un film de comedie american regizat de Etan Cohen, avându-i ca protagoniști pe Kevin Hart, Will Ferrell și T.I..